# 格里亞丘爾斯峰
46°37′41″N 9°56′37″E / 46.62806°N 9.94361°E
格里亞丘爾斯峰（Piz Griatschouls），是瑞士的山峰，位於該國東南部，由格勞賓登州負責管轄，屬於阿爾布拉山脈的一部分，海拔高度2,972米，每年平均降雨量1,729毫米。